# Svećenički dom u Palmotićevoj
Svećenički dom u Palmotićevoj je rimokatolički svećenički dom Mirovinskoga fonda svećenika Zagrebačke nadbiskupije u Zagrebu u Palmotićevoj ulici kbr.3. Projektirao ga je jedan od najvećih hrvatskih arhitekata secesije Rudolf Lubynski 1909. - 1910. godine.